# Sahorre
Sahorre (in het Catalaans: Saorra) is een gemeente in het Franse departement Pyrénées-Orientales (regio Occitanie) en telt 347 inwoners (1999). De plaats maakt deel uit van het arrondissement Prades.

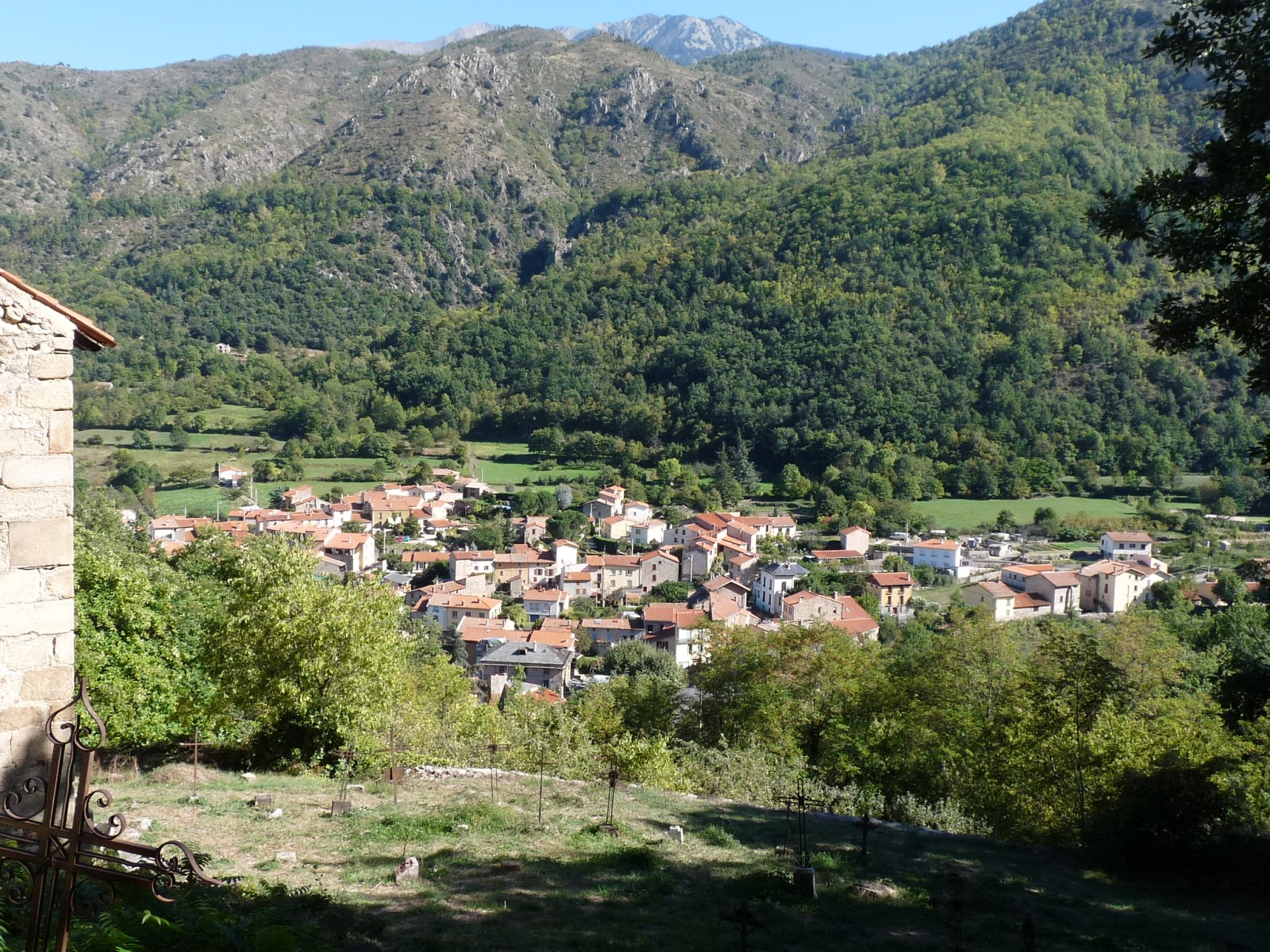
Sahorre
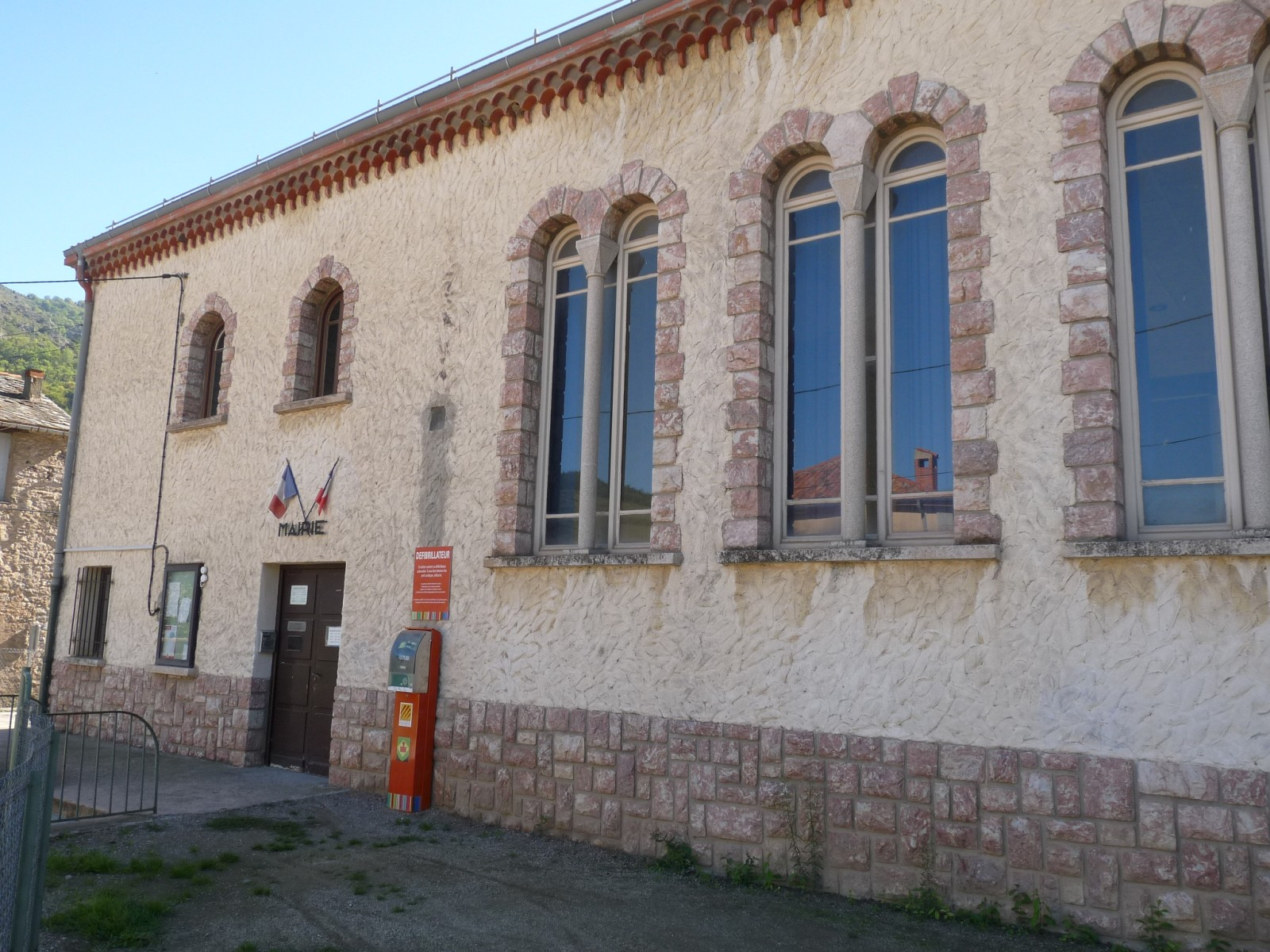
Gemeentehuis
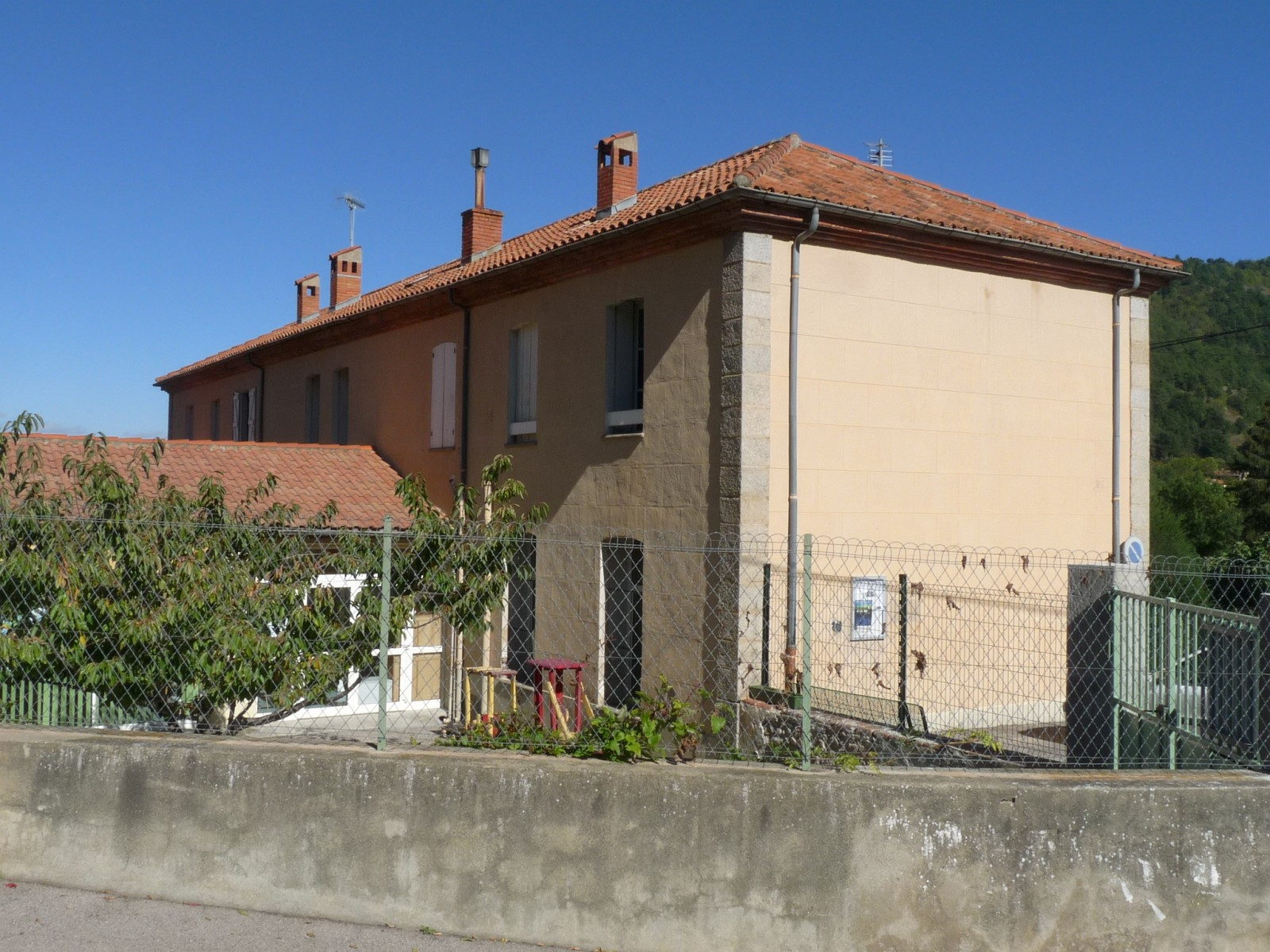
school

## Geografie
De oppervlakte van Sahorre bedraagt 15,1 km², de bevolkingsdichtheid is 23,0 inwoners per km².

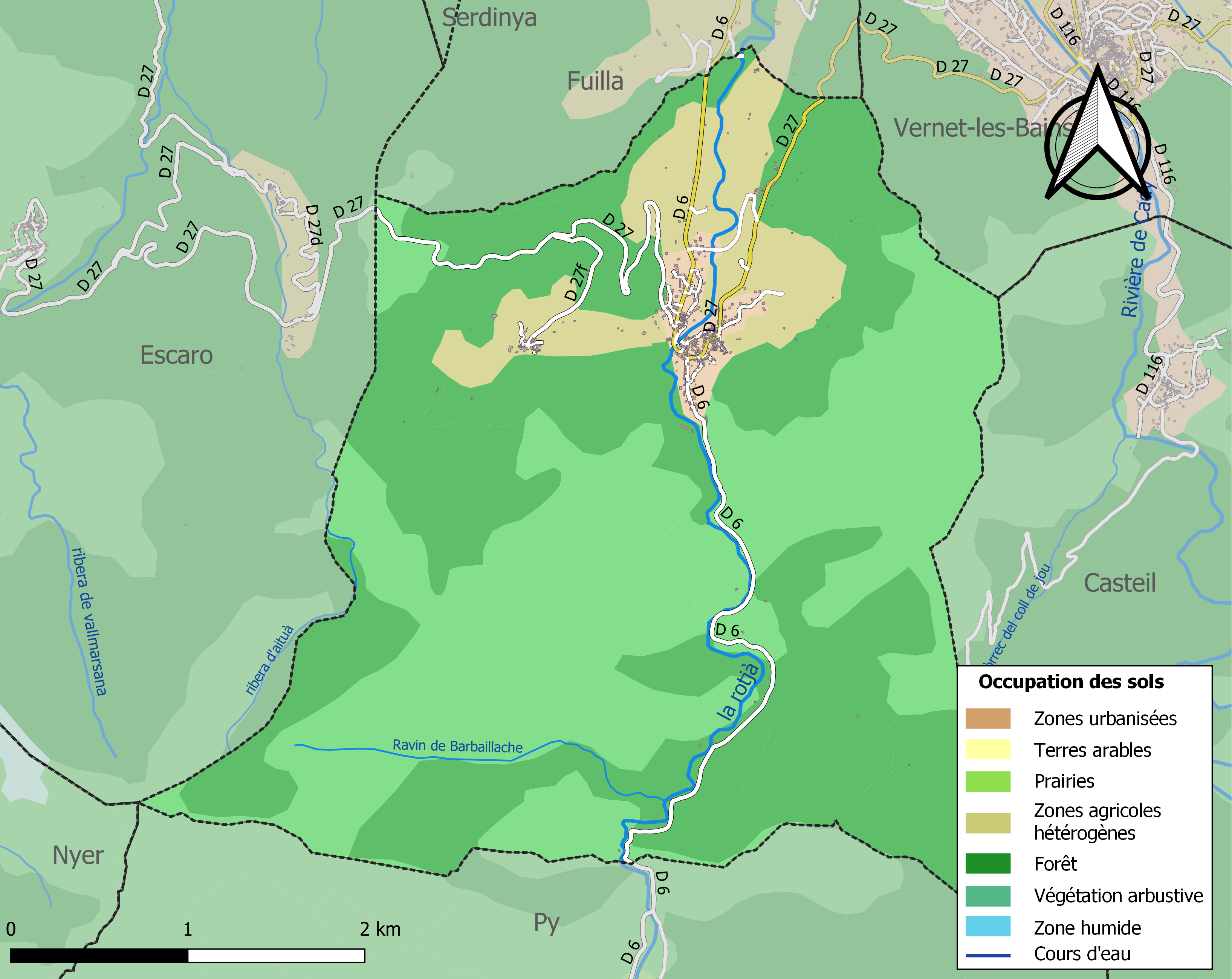
Kaart van de gemeente met de belangrijkste infrastructuur, bodemgebruik en omliggende gemeenten

## Demografie
Onderstaande figuur toont het verloop van het inwonertal (bron: INSEE-tellingen).